# Világoshomlokú négerpinty
A világoshomlokú négerpinty (Nigrita luteifrons) a madarak osztályának a verébalakúak (Passeriformes) rendjébe, ezen belül a díszpintyfélék (Estrildidae) családjába tartozó faj.

## Előfordulása
Angola, Kamerun, a Közép-afrikai Köztársaság, a Kongói Demokratikus Köztársaság, a Kongói Köztársaság, Elefántcsontpart, Egyenlítői-Guinea, Gabon, Ghána, Libéria, Nigéria, Sierra Leone, Togo és Uganda területén honos.

## Alfajai
- Nigrita luteifrons luteifrons (Verreaux & Verreaux, 1851)
- Nigrita luteifrons alexanderi (Ogilvie-Grant, 1907)

## Megjelenése
Testhossza 11–12 centiméter. A hím homloka aranybarna, a fejtető, a hát és a farcsík szürke. A szárnyak, a farktollak, a csőr, a fejoldalak, a kantár és a test alsó részének tollai feketék. A szárnyfedők szürkés árnyalatúak. A szem vörös színű, a láb hússzínű. A tojó homlokának aranybarna színe kevésbé intenzív, a fej- és hasoldalak kékesszürkék. Szeme sárga.

## Életmódja
Az erdők lakója. Főleg rovarokat fogyaszt.

## Szaporodása
Fészekalja 4 tojásból áll.